# Groupe des Six

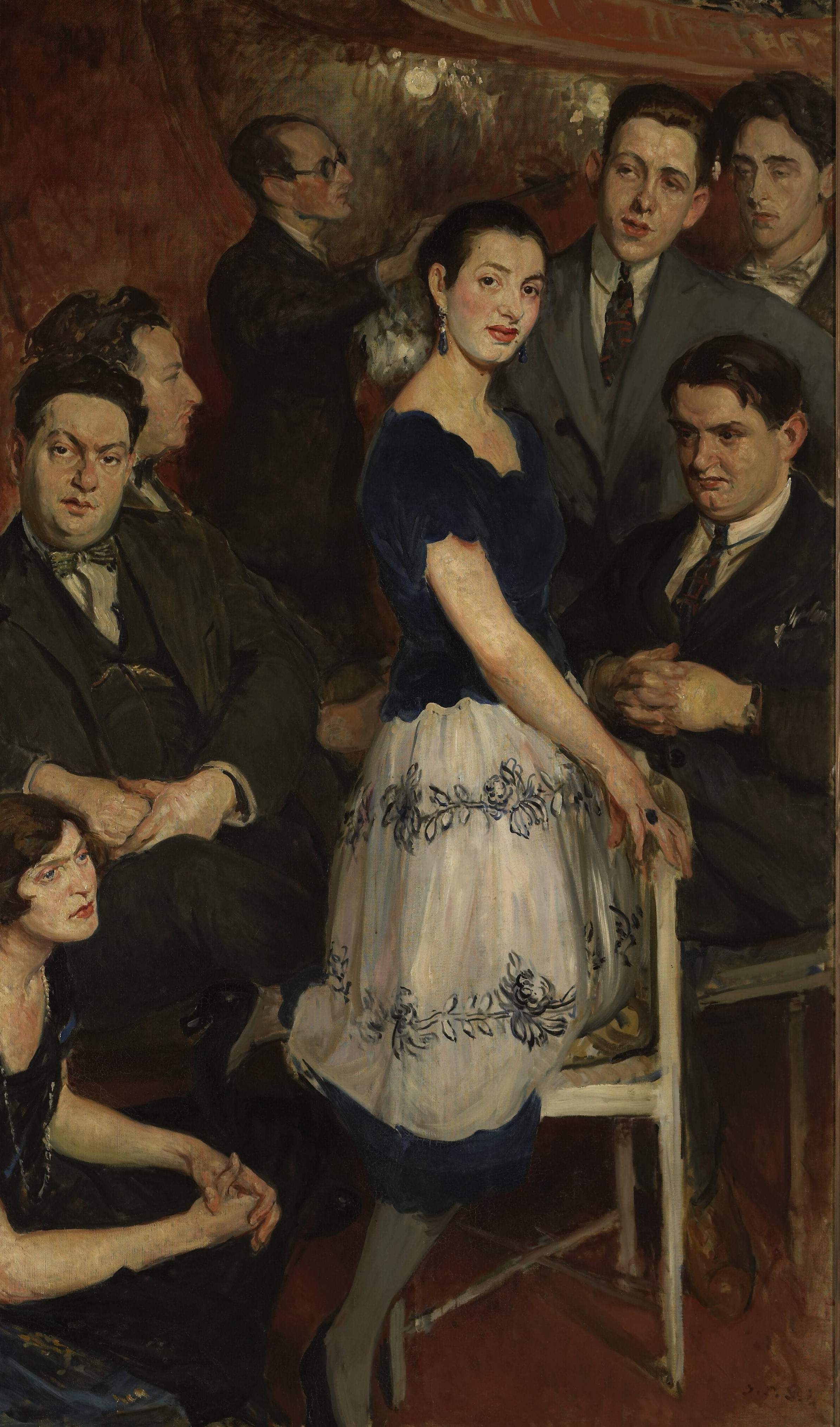
Le Groupe des Six, 1921, geschilderd door Jacques-Émile Blanche.
In het midden: pianiste Marcelle Meyer.
Links: van onder naar boven Germaine Tailleferre, Darius Milhaud, Arthur Honegger en Louis Durey.
Rechts: staand Francis Poulenc en Jean Cocteau en zittend Georges Auric.

De Groupe des Six (Frans: groep van zes) of Les Six was een informeel gezelschap van jonge Franse componisten in de jaren 1920.
De leden van Les Six waren:
- Georges Auric (1899-1983)
- Louis Durey (1888-1979)
- Arthur Honegger (1892-1955), eigenlijk een Zwitser
- Darius Milhaud (1892-1974)
- Francis Poulenc (1899-1963)
- Germaine Tailleferre (1892-1983), de enige vrouw in de groep.

Zij wilden nieuwe Franse muziek maken. Hun idee was de Franse muziek te ontdoen van het impressionisme van Claude Debussy en van Duitse invloeden, zoals het romanticisme van Richard Wagner en Richard Strauss. De muziek van de groep wordt gekenmerkt door speelsheid en eenvoud, en vertoont een mengeling van invloeden van Stravinsky, Satie en populaire muziek, zoals Amerikaanse jazz, variété en Braziliaanse dansen zoals de samba. Elke componist in het gezelschap had daarbij zijn eigen voorkeur, het was geen homogene groep. Ze voelden zich verbonden met het kubisme en met Franse surrealistische schrijvers als Jean Cocteau en Paul Éluard. Het motto van de groep was L'art pour l'art: ze componeerden muziek om de muziek zelf, zonder 'betekenis' of bijbedoelingen. Van een informele vriendengroep werden de zes componisten tot een bekende 'club' door een krantenartikel van de gelijkgestemde journalist Henri Collet.

## Samenwerkingsprojecten
Milhaud, Auric, Tailleferre, Honegger en Poulenc leverden in 1921 elk een eigen bijdrage aan een circus-achtige potpourri voor Jean Cocteaus absurdistische ballet Les mariés de la Tour Eiffel, over een bruidspaar en een struisvogel. De muziekuitgave L'Album des six met pianostukken uit hetzelfde jaar is het enige muziekproject geweest waarin alle zes componisten van de groep vertegenwoordigd zijn. Later werkten sommige leden van de groep incidenteel samen, behalve Durey die al spoedig zijn eigen weg ging en zich door zijn communistische kunstopvatting isoleerde.
Als samenwerkingsproject kan de muziek voor het kinderballet L'éventail de Jeanne (1927) genoemd worden, waaraan ook werd deelgenomen door onder meer Maurice Ravel en Albert Roussel. Aan Mouvements du coeur. Un hommage à la mémoire de Frédéric Chopin, 1849–1949 werden bijdragen geleverd door Auric, Milhaud en Poulenc (maar ook door Jean Françaix en anderen). In 1952 namen Auric, Honegger, Poulenc, Tailleferre met drie anderen deel aan de compositie van het orkestwerk La guirlande de Campra. Ten slotte schreven Auric, Milhaud en Poulenc samen met vijf andere componisten de orkestsuite Variations sur le nom de Marguerite Long voor de 81-jarige pianiste Marguerite Long.